# Mistrzostwa Świata w Judo 1969
6. Mistrzostwa Świata w Judo odbyły się w dniach 23-25 października 1969 roku w mieście Meksyk. Rywalizowali w nich tylko mężczyźni w pięciu kategoriach wagowych i jednej otwartej.

## Klasyfikacja medalowa
| Miejsce | Reprezentacja    | Złoto | Srebro | Brąz | Razem |
| 1.      | Japonia          | 6     | 3      | 3    | 12    |
| 2.      | RFN              | 0     | 2      | 0    | 2     |
| 3.      | Holandia         | 0     | 1      | 2    | 3     |
| 4.      | ZSRR             | 0     | 0      | 4    | 4     |
| 5.      | Korea Południowa | 0     | 0      | 3    | 3     |

## Medaliści
| Konkurencja: | Złoto:              | Srebro:         | Brąz:                                |
| −63kg        | Yoshio Sonoda       | Toyokazu Nomura | Kim Sang-chul Siergiej Suslin        |
| −70kg        | Hiroshi Minatoya    | Yoshimitsu Kono | Dawid Rudman Kim Chil-bok            |
| −80kg        | Isamu Sonoda        | Katsuya Hirao   | Martin Poglajen Oh Seung-lip         |
| −93kg        | Fumio Sasahara      | Peter Herrmann  | Tomoyuki Kawabata Władimir Pokatajew |
| +93 kg       | Shuji Suma          | Klaus Glahn     | Mitsuo Matsunaga Giwi Onaszwili      |
| Open         | Masatoshi Shinomaki | Wim Ruska       | Nobuyuki Satō Ernst Eugster          |